# Godkowo
Godkowo (Göttchendorf fino al 1945) è un comune rurale polacco del distretto di Elbląg, nel voivodato della Varmia-Masuria.
Ricopre una superficie di 166,74 km² e nel 2004 contava 3 338 abitanti.
Comunità urbane e rurali:
| - Bielica (Behlendorf) - Burdajny (Bordehnen) - Dąbkowo - Dobry (Döbern) - Godkowo (Göttchendorf) - Grądki - Kępno - Krykajny | - Kwitajny Wielkie (Groß Quittainen) - Lesiska - Miłosna (Liebenau) - Olkowo - Osiek (Hermsdorf) - Piskajny (Peiskam) - Plajny (Plehnen) - Podągi | - Skowrony (Schmauch) - Stary Cieszyn (Alt Teschen) - Stojpy - Swędkowo (Schwöllmen) - Szymbory (Schönborn) - Ząbrowiec (Sommerfeld) |